# Eulogiusz Aleksandryjski
Eulogiusz Aleksandryjski (zm. 13 lutego 607 lub 608) – święty katolicki i prawosławny, chalcedoński patriarcha Aleksandrii od 581.

## Życiorys
Z pochodzenia Syryjczyk. Święcenia przyjął w Antiochii, sakrę zaś w Konstantynopolu. Przyjaciel papieża Grzegorza I Wielkiego, z którym korespondował. Autor wielu prac wymierzonych w monofizytyzm i nestorianizm, z których nieliczne zachowały się do czasów współczesnych.

## Kult
Wspomnienie liturgiczne w Kościele katolickim obchodzone jest 13 września.
Cerkiew prawosławna wspomina św. Eulogiusza 13/26 lutego, tj. 26 lutego według kalendarza gregoriańskiego.